# Коэли, Мария Медина
Мария Медина Коэли (итал. Maria Medina Coeli, 1764, Кьявенна — 1846) — итальянская учёная.
Она была дочерью врача Себастьяна Медины Коэли и Изабеллы Батистессы. Коэли учил медицине её отец, и она переписывалась с врачом Луиджи Сакко. Она разработала вакцину против оспы и испытала её на себе и своей семье, и введение вакцинации в Комо объясняется её усилиями. Она также изучала естественные науки. Она переехала в Комо, чтобы учиться, но вместо этого вышла замуж за клерка Бернардино Лена Перпенти в 1788 году. Многочисленные дети от этого брака помешали её исследованиям, но она продолжала их в меньших масштабах, и изобрела метод прядения (с помощью специальной расчёски) асбеста, который сделал её знаменитой. С помощью этого метода и прочих её исследований стало возможным делать огнестойкие ткань, бумагу, чернила. Эти результаты представляли значительный интерес для промышленности и для практического применения, и вызвали большой резонанс как в Италии, так и за рубежом. За них Мария получила серебряную (1806), а затем золотую (1807) медали Национального института Милана.
Вторая область, в которой Медина Коэли получила известность и признание — ботаника. С использованием системы классификации Линнея она описала очень богатую флору долины озера. В частности, она нашла колокольчик, который позже стал известен только по имени: Колокольчик Perpentiae. Открытие этого редкого вида цветка было сообщено в публикации 1817 года, благодаря чему она была упомянута во французском словаре Dictionnaire des inventions, des origines et des decouvertes.

## Публикации
- Memorie. Sulla filatura dell’amianto, «Giornale della Società d’incoraggiamento di scienze e arti», Milano, 1908
- Descrizione di una nuova campanula, «Biblioteca italiana», gennaio 1817